# La Fille coupée en deux
Pour plus de détails, voir Fiche technique et Distribution.
La Fille coupée en deux est un film franco-allemand réalisé par Claude Chabrol, sorti en 2007.

## Synopsis
Gabrielle (Ludivine Sagnier), jolie jeune femme spirituelle, présente la météo sur une chaîne de télévision lyonnaise. Elle rencontre fortuitement l'écrivain à succès Charles Saint-Denis (François Berléand) avec qui elle entame une liaison. Ce dernier, qui cultive le libertinage, est séduit par Gabrielle mais ne peut se résoudre à quitter une épouse avec qui il vit en bonne intelligence. Très éprise de Saint-Denis, Gabrielle cède à tous ses fantasmes et jeux érotiques, avec la certitude qu'il est attaché à elle et divorcera bientôt. Après avoir été abandonnée, elle accepte, par désespoir, d'épouser le fils dégénéré d'une riche famille d'industriels, Paul Gaudens (Benoît Magimel). Celui-ci, en proie à une jalousie maladive, abat Saint-Denis de deux balles lors d'une soirée caritative. La jeune femme, qui perd ainsi l'amour de sa vie, se désintéresse de son avenir, se moque des manœuvres de sa belle-famille qui la dépouille et de son mari qui lui impose le divorce. Elle rejoint son oncle Denis, qui l'engage dans son spectacle de prestidigitation, où elle interprète le numéro de « la fille coupée en deux ».

## Fiche technique
- Titre original : La Fille coupée en deux
- Réalisation : Claude Chabrol
- Scénario : Cécile Maistre et Claude Chabrol
- Décors : Françoise Benoît-Fresco
- Costumes : Mic Cheminal
- Photographie : Eduardo Serra
- Son : Éric Devulder
- Musique : Matthieu Chabrol
- Montage : Monique Fardoulis
- Scripte : Aurore Chabrol
- Production : Patrick Godeau
- Production exécutive : Françoise Galfré
- Sociétés de production : 
  -  Alicéléo, Rhône-Alpes Cinéma, France 2 Cinéma
  -  Integral Film
- Société de distribution : Wild Bunch Distribution
- Pays d'origine :  France,  Allemagne
- Langue originale : français
- Format : couleur — 35 mm — 1,85:1 — son Dolby numérique
- Genre : comédie noire
- Durée : 115 minutes
- Date de sortie :
  - France : 8 août 2007

## Distribution

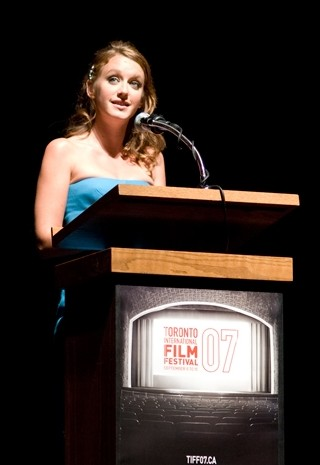
Ludivine Sagnier au festival international du film de Toronto en 2007.

- Ludivine Sagnier : Gabrielle Deneige, présentatrice météo
- Benoît Magimel : Paul Gaudens, héritier des laboratoires Gaudens
- François Berléand : Charles Saint-Denis, écrivain à succès, ancien Goncourt
- Mathilda May : Capucine Jamet, l'éditrice de Saint-Denis
- Caroline Silhol : Geneviève Gaudens, la mère de Paul
- Marie Bunel : Marie Deneige, la mère de Gabrielle, libraire
- Valeria Cavalli : Dona Saint-Denis, la femme de Charles
- Étienne Chicot : Denis Deneige, l'oncle de Gabrielle
- Clémence Bretécher : Joséphine Gaudens, l'une des sœurs de Paul
- Jérémie Chaplain : Franck
- Thomas Chabrol : Maître Lorbach, avocat de la famille Gaudens
- Jean-Marie Winling : Gérard Briançon
- Stéphane Debac : Antoine Volte, l'animateur de En toutes lettres
- Hubert Saint-Macary : Bernard Violet
- Didier Bénureau : Philippe Le Riou, le patron de Gabrielle à la télé
- Édouard Baer : lui-même, invité de la nouvelle émission de Gabrielle
- Sandra Rebocho
- Emmanuel Booz : Alban

## Production
- Ce film a été inspiré par l'assassinat de l'architecte new-yorkais Stanford White en 1906, et sa liaison avec la danseuse Evelyn Nesbit. Cette même affaire a été traitée au cinéma par Richard Fleischer dans La Fille sur la balançoire en 1955, avec Ray Milland et Joan Collins interprétant le couple d'amants, et par Miloš Forman en 1981 dans Ragtime, avec Elizabeth McGovern et Norman Mailer[1].
- C'est la première fois que Claude Chabrol écrit un scénario avec Cécile Maistre, sa belle-fille et première assistante. Ils se sont attachés au fait divers d'origine, mais en le transposant en France et à notre époque[1].
- Lieux de tournage. La majorité des plans ont été tournés à Lyon et alentour[2].

## Accueil
« Coupée en deux peut-être, mais fille d’abord. Il y a dans le nouveau Chabrol une sorte de mystique de la Jeune Femme (majuscules de rigueur), qui a peut-être commencé avec La Demoiselle d'honneur, il y a trois ans, mais qui s’accomplit pleinement dans ce film-ci. La Jeune Femme est aujourd'hui la seule figure qui transcende le petit peuple chabrolien, où tout le monde est plus ou moins cynique, grotesque ou cruel. Alors que la Jeune Femme, elle, demeure une inconnue. Elle ouvre un nouveau territoire, peut-être un nouvel horizon, au grand ironiste du cinéma français, que l’on pouvait croire revenu de tout, dupe de rien. »

— Louis Guichard, Télérama

« Ce qui compte vraiment, ce qui fait la densité, la puissance, la charpente de ce haut cru Chabrol 2007, ce sont les personnages, leur épaisseur, leur complexité, leur poids de tragique. Les trois principaux protagonistes se débattent, souffrent, ne sont pas réductibles à une seule facette ou à une qualité évidente de "bon" ou de "vilain", et insufflent à ce film un centre de gravité qui s’était quelque peu évaporé des derniers Chabrol. »

— Serge Kaganski, Les Inrocks

« L'ennui avec Chabrol, c'est qu'on l'aime bien. Il fait partie de ces cinéastes dont on voudrait pouvoir dire toute la sympathie qu'il nous inspire, surtout pas la déception qu'il lui arrive de nous procurer. C'est donc avec une certaine tristesse que l'on va écrire ces lignes : son dernier film n'apporte pas grand-chose de neuf à l'ensemble de son œuvre. Pire même, il sombre souvent dans le caricatural, exhale un parfum de déjà-vu et, si l'on osait, de vaguement ringard. La Fille coupée en deux aurait pu être une de ces savoureuses satires de la bourgeoisie de province dont Chabrol a le secret. C'est un vaudeville grossier dont certains épisodes manquent cruellement de crédibilité. »

— Alexandra Schwartzbrod, Libération

« Chabrol aime à se dépeindre comme l'impitoyable anatomiste des passions humaines, et cette fois il promet de fouiller au plus profond des perversions qui meuvent une poignée de ressortissants du microcosme médiatico-culturel. Mais, sauf le respect que l'on doit au maître, Claude Chabrol n'est pas invulnérable. Et, plus qu'une charge satirique, La Fille coupée en deux restera dans sa filmographie comme l'un de ces portraits de femme entre effroi et passion — Violette Nozière ou Betty —, Ludivine Sagnier trouvant sa place aux côtés de Stéphane Audran, Marie Trintignant ou Isabelle Huppert. »

— Thomas Sotinel, Le Monde